# Mouvement d'action étudiante
 (juillet 2017).
Si vous disposez d'ouvrages ou d'articles de référence ou si vous connaissez des sites web de qualité traitant du thème abordé ici, merci de compléter l'article en donnant les références utiles à sa vérifiabilité et en les liant à la section « Notes et références ».
Le Mouvement d'action étudiante (MAE) est un ancien syndicat étudiant français ayant existé de juin 1980 à septembre 1982 date à laquelle est fondée Pour un syndicalisme autogestionnaire (PSA).

## Historique
Le Mouvement d'action étudiante est créé en 1980 lors de la fusion du Mouvement d'action syndicale (MAS) et de l'UNEF-ID. Les moyens du MAE proviennent de rares sections du Mouvement d'action syndicale qui ne sont pas passées à l'UNEF-ID et de l'ex secteur étudiant de l'Organisation communiste des travailleurs en cours d'implosion. 
Réticent à l'idée de fusionner avec les lambertistes de l'UNEF-ID, des militants des universités de Dauphine, Orsay, Jussieu se constituent en Tendance syndicale étudiante. La direction de l'UNEF-ID en profite pour chercher à les exclure du processus de fusion ce qui entraîne un débat abscons sur la fusion "avec" ou "sans" exclusive. La direction du Mouvement d'action syndicale prônant le "sans".
Le MAE sert de lieu de débat aux militants qui refusent l'emprise des Lambertistes sur le mouvement étudiant et à la polémique stérile avec l'Unef-SE. Il vivra pendant deux années universitaires (1980/1981 et 1981/1982) même s'il n'aura pas réellement d'activité puisque ses militants se retrouveront soit sur des listes communes (Dauphine), soit à l'Unef-SE, soit dans des associations ou des listes locales.
Lors de la fondation en septembre 1982 de Pour un syndicalisme autogestionnaire, PSA héritera des moyens maintenus (locaux, panneaux d'affichage, et la légitimité de quelques militants) par le MAE, en particulier sur Dauphine et Jussieu.  